# Potigny
Potigny is een gemeente in het Franse departement Calvados (regio Normandië). De plaats maakt deel uit van het arrondissement Caen. Potigny telde op 1 januari 2022 2.076 inwoners.

## Geografie
De oppervlakte van Potigny bedroeg op 1 januari 2022 4,26 vierkante kilometer; de bevolkingsdichtheid was toen 487,3 inwoners per km².
De onderstaande kaart toont de ligging van Potigny met de belangrijkste infrastructuur en aangrenzende gemeenten.

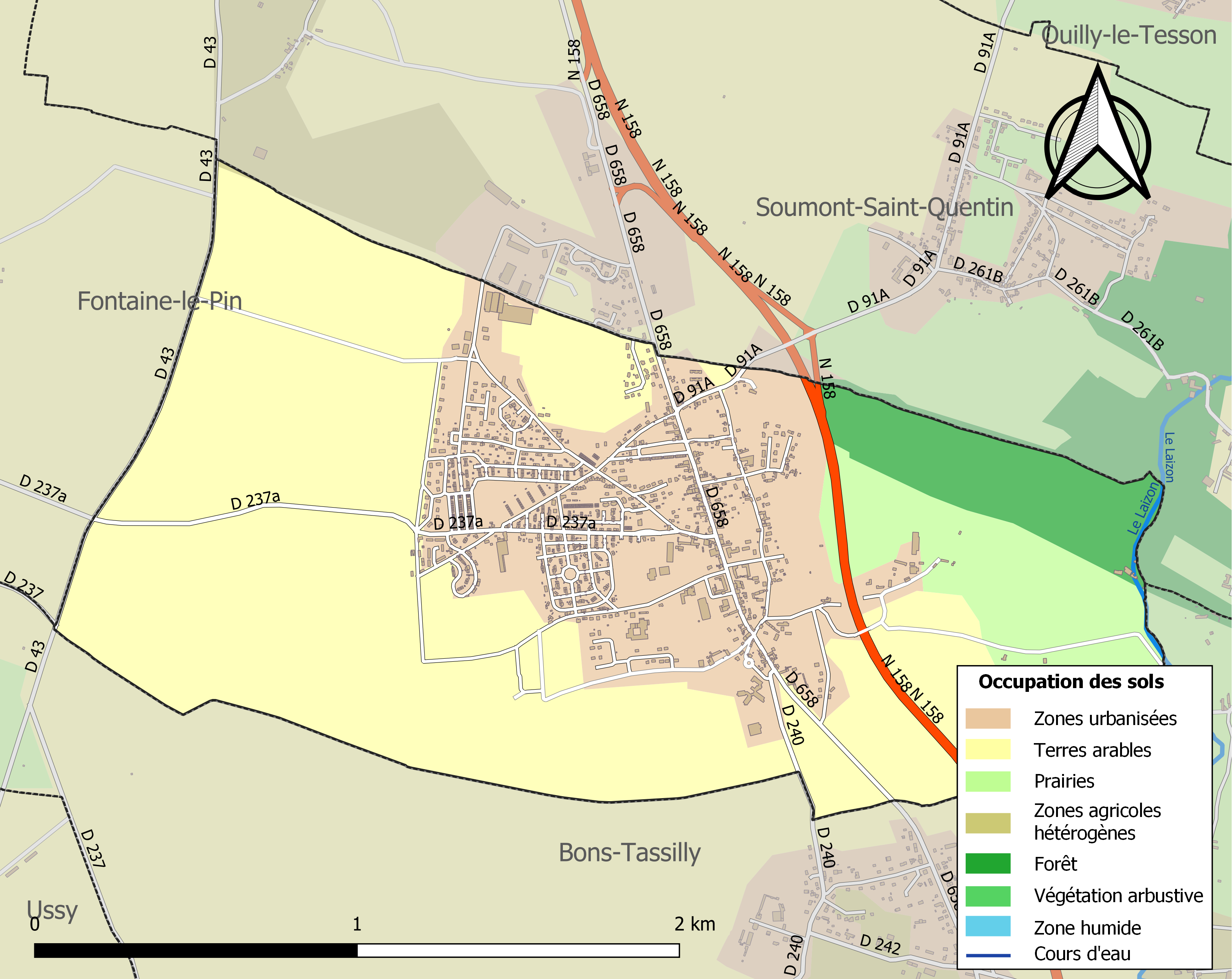

## Demografie
Onderstaande figuur toont het verloop van het inwonertal (bron: INSEE-tellingen).
Vanwege een beveiligingsprobleem met de MediaWiki Graph-software is het momenteel niet mogelijk deze grafiek weer te geven. Zodra de software is bijgewerkt zal de grafiek vanzelf weer zichtbaar worden.

## Geboren
- Maurice De Muer (1921-2012), Frans wielrenner en ploegleider